# Nazar (Rapper)/Diskografie
Diese Diskografie ist eine Übersicht über die musikalischen Werke des österreichischen Rappers Nazar. Seine erfolgreichsten Veröffentlichungen sind die Studioalben Camouflage und Irreversibel.

## Alben

### Studioalben
| Jahr | Titel              | Höchstplatzierung, Gesamtwochen, AuszeichnungChartplatzierungen (Jahr, Titel, Platzierungen, Wochen, Auszeichnungen, Anmerkungen, Cover) | Höchstplatzierung, Gesamtwochen, AuszeichnungChartplatzierungen (Jahr, Titel, Platzierungen, Wochen, Auszeichnungen, Anmerkungen, Cover) | Höchstplatzierung, Gesamtwochen, AuszeichnungChartplatzierungen (Jahr, Titel, Platzierungen, Wochen, Auszeichnungen, Anmerkungen, Cover) | Anmerkungen                                             | Cover |
| Jahr | Titel              | DE | AT | CH | Anmerkungen                                             | Cover |
| ---- | ------------------ | --- | --- | --- | ------------------------------------------------------- | ----- |
| 2008 | Kinder des Himmels | — | — | — | Erstveröffentlichung: 27. Juni 2008                     | Cover |
| 2009 | Paradox            | — | — | — | Erstveröffentlichung: 26. Juni 2009                     | Cover |
| 2011 | Fakker             | DE36 (1 Wo.)DE | AT6 (2 Wo.)AT | — | Erstveröffentlichung: 13. Mai 2011                      | Cover |
| 2012 | Narkose            | DE10 (1 Wo.)DE | AT5 (2 Wo.)AT | CH28 (1 Wo.)CH | Erstveröffentlichung: 7. September 2012                 | Cover |
| 2013 | Fakker Lifestyle   | DE3 (1 Wo.)DE | AT2 (2 Wo.)AT | CH15 (1 Wo.)CH | Erstveröffentlichung: 16. August 2013                   |       |
| 2014 | Camouflage         | DE2 (3 Wo.)DE | AT1 Gold · (8 Wo.)AT | CH5 (3 Wo.)CH | Erstveröffentlichung: 22. August 2014 Verkäufe: + 7.500 |       |
| 2016 | Irreversibel       | DE7 (2 Wo.)DE | AT1 Gold · (3 Wo.)AT | CH22 (1 Wo.)CH | Erstveröffentlichung 13. Mai 2016 Verkäufe: + 7.500     |       |
| 2018 | Mosaik             | DE15 (1 Wo.)DE | AT2 (1 Wo.)AT | CH38 (1 Wo.)CH | Erstveröffentlichung: 15. Juni 2018                     |       |
| 2020 | DNA                | — | AT10 (2 Wo.)AT | — | Erstveröffentlichung: 4. Dezember 2020                  |       |

### Kollaboalben
| Jahr | Titel   | Höchstplatzierung, Gesamtwochen, AuszeichnungChartplatzierungen (Jahr, Titel, Platzierungen, Wochen, Auszeichnungen, Anmerkungen, Cover) | Höchstplatzierung, Gesamtwochen, AuszeichnungChartplatzierungen (Jahr, Titel, Platzierungen, Wochen, Auszeichnungen, Anmerkungen, Cover) | Höchstplatzierung, Gesamtwochen, AuszeichnungChartplatzierungen (Jahr, Titel, Platzierungen, Wochen, Auszeichnungen, Anmerkungen, Cover) | Anmerkungen                                        | Cover |
| Jahr | Titel   | DE | AT | CH | Anmerkungen                                        | Cover |
| ---- | ------- | --- | --- | --- | -------------------------------------------------- | ----- |
| 2010 | Artkore | — | AT31 (1 Wo.)AT | — | Erstveröffentlichung: 12. März 2010 mit RAF Camora | Cover |

### Kompilationen
- 2021: Lost Tape

### EPs
- 2019: Schwarzer Schleier
- 2023: Donya

## Singles

### Als Leadmusiker
| Jahr | Titel Album                       | Höchstplatzierung, Gesamtwochen, AuszeichnungChartplatzierungen (Jahr, Titel, Album, Platzierungen, Wochen, Auszeichnungen, Anmerkungen, Cover) | Höchstplatzierung, Gesamtwochen, AuszeichnungChartplatzierungen (Jahr, Titel, Album, Platzierungen, Wochen, Auszeichnungen, Anmerkungen, Cover) | Höchstplatzierung, Gesamtwochen, AuszeichnungChartplatzierungen (Jahr, Titel, Album, Platzierungen, Wochen, Auszeichnungen, Anmerkungen, Cover) | Anmerkungen                                                       | Cover |
| Jahr | Titel Album                       | DE | AT | CH | Anmerkungen                                                       | Cover |
| ---- | --------------------------------- | --- | --- | --- | ----------------------------------------------------------------- | ----- |
| 2009 | Össi Ö Paradox                    | — | — | — | Erstveröffentlichung: 23. Oktober 2009 feat. Chakuza & RAF Camora | Cover |
| 2011 | Kein Morgen                       | — | — | — | Erstveröffentlichung: 27. Mai 2011 feat. Sido & RAF 3.0           | Cover |
| 2012 | Fallen RAF 3.0                    | DE96 (1 Wo.)DE | AT57 (1 Wo.)AT | — | Erstveröffentlichung: 20. Januar 2012 RAF 3.0 feat. Nazar         |       |
| 2014 | Freundlicher Diktator Camouflage  | — | AT67 (1 Wo.)AT | — | Erstveröffentlichung: 8. August 2014                              |       |
| 2014 | Zwischen Zeit und Raum Camouflage | — | AT14 (11 Wo.)AT | — | Erstveröffentlichung: 15. August 2014 mit Falco                   |       |
| 2020 | Champagner DNA                    | DE— aDE | — | — | Erstveröffentlichung: 23. Oktober 2020 feat. Kianush              |       |
| 2020 | No Go DNA                         | — | AT71 (1 Wo.)AT | — | Erstveröffentlichung: 20. November 2020                           |       |

Weitere Singles
- 2016: La Haine Kidz
- 2016: Hood Life Crew
- 2016: Generation Darth Vader

### Als Gastmusiker
- 2008: Nichts gesehen und Flammen über Wien auf Therapie vor dem Album von RAF Camora
- 2009: Luft? auf Die Lüge der Freiheit von D-Bo (feat. RAF Camora)
- 2009: Fakkermusik auf Nächster Stopp Zukunft von RAF Camora
- 2010: Mehr Tränen (Allstar Remix) auf M. Bilal 2010 (Shisha Café Edition) von Manuellsen
- 2010: Der Tag an dem du gehst auf Monster in mir von Chakuza
- 2010: Reise nach Jerusalem (feat. Manuellsen), Bevor ich gehe, Yo (Remix) und Fakkermusik (Remix) auf Therapie nach dem Album von RAF Camora
- 2010: Warum machen sie das? auf M.Bilal 2010 von Manuellsen (feat. RAF Camora)
- 2010: Boden der Tatsachen auf JokAmusic von JokA (feat. Chakuza & RAF Camora)
- 2010: Rap hasst uns auf Inedit 2003–2010 von RAF Camora
- 2011: 3..2..1..Lauf! auf Blut gegen Blut 2 von Massiv
- 2011: Street Kings Kollabo Remix von Silla
- 2011: Bandenkrieg auf Silla Instinkt von Silla
- 2012: Fallen auf RAF 3.0 von RAF 3.0
- 2012: Unter die Haut auf Unter die Haut von Lonyen (feat. MoTrip)
- 2012: Arazel Business auf Vom Glück zurück von PA Sports
- 2012: Fliegen auf M. Bilal: Souledition von Manuellsen
- 2012: Jungs im Club auf Sucuk & Champagner von Summer Cem (feat. RAF Camora)
- 2012: Rapstar auf Vermächtnis von Automatikk
- 2012: Bandenkrieg Part 2 auf Wiederbelebt von Silla
- 2013: Schusswechsel auf Ob du willst oder nicht von Sinan-G
- 2013: Power Power auf Blut gegen Blut 3 von Massiv
- 2013: 30-11-80 auf 30-11-80 von Sido
- 2014: Habibi auf Slumdog Millionaer von Kurdo
- 2014: Moin Digga auf AMG von Milonair
- 2015: Krasse Männer auf Retro von B-Tight
- 2016: ACAB auf Rapbeduine von Mosh36

## Musikvideos
- 2007: Streetfighter Part 2
- 2008: Kinder des Himmels
- 2009: Präsidentenwahl (feat. Summer Cem)
- 2009: Nazarfakker (Halt die Fresse 01 Nr. 26)
- 2010: Killabizzz (mit RAF Camora)
- 2010: Artkore (mit RAF Camora)
- 2010: Meine Stadt (feat. Chakuza, Kamp & RAF Camora)
- 2010: Sagol (mit RAF Camora) (feat. Playboy 51)
- 2011: Intro / Meine Fans (Splitvideo)
- 2011: Volim Te / Outro (Splitvideo)
- 2011: Farben des Lebens (feat. RAF 3.0)
- 2011: Kein Morgen (feat. Sido & RAF 3.0)
- 2011: Simsalabim
- 2011: Goldjunge (Halt die Fresse Gold Nr. 05)
- 2012: Fallen (von RAF 3.0)
- 2012: Arazel Business (von PA Sports)
- 2012: Stilles Meer
- 2012: Lost in Translation
- 2012: Sandsturm
- 2012: Narkose
- 2012: Danke für alles (feat. O.Z & Dj Paul Blaze)
- 2013: Batmans Vater
- 2013: Intro (Fakker Lifestyle)
- 2013: Abrakadabra
- 2013: An manchen Tagen
- 2013: Good Life Crew
- 2013: 30-11-80 (von Sido)
- 2014: 300k Exclusive
- 2014: Intro (Camouflage)
- 2014: Rapbeef
- 2014: Borderliner
- 2014: Randale
- 2014: Freundlicher Diktator
- 2014: Zwischen Zeit & Raum (feat. Falco)
- 2014: Tour Exclusive
- 2016: La Haine Kidz
- 2016: Hood Life Crew
- 2016: Kalash
- 2016: Generation Darth Vader
- 2016: Signal
- 2016: Quadrat & Kreis (feat. M.A.M)
- 2016: Zackig die Patte (feat. Kurdo)
- 2017: Hölle
- 2018: Intro 1984
- 2018: Richard Lugner
- 2018: Du & Ich (feat. M.A.M)
- 2020: V10 (feat. DLA)
- 2020: Champagner (feat. Kianush)
- 2020: NoGo
- 2021: Wave

## Sonstiges

### Freetracks
- 2009: Flammen über Wien Pt. 2 (feat. RAF Camora)
- 2010: Meine Stadt (feat. Chakuza, Kamp und RAF Camora)
- 2010: Sagol (feat. RAF Camora & Playboy 51)
- 2011: Simsalabim
- 2013: Batmans Vater
- 2013: Fakker Lifestyle
- 2014: 300k Exclusive
- 2014: Tour Exclusive (4K)
- 2017: Hölle
- 2021: Wave

### Juice-Exclusives
- 2010: Fakkergeddon (feat. RAF Camora) (Juice Exclusive! auf Juice-CD #106)
- 2011: Glaubs mir (feat. RAF 3.0) (Juice Exclusive! auf Juice-CD #109)

## Filmografie
Als Darsteller
- 2011: Schwarzkopf

Als Regisseur
- 2011: RAF 3.0 feat. Nazar – Fallen (Musikvideo)
- 2011: Nazar – Intro / Meine Fans (Musikvideo)
- 2011: Nazar – Volim te / Outro (Musikvideo)
- 2011: Nazar feat. Sido & RAF 3.0 – Kein Morgen (Musikvideo)
- 2012: RAF 3.0 – Wie kannst du nur (Musikvideo)
- 2012: RAF 3.0 – Tumor (Musikvideo)
- 2012: Nazar – Lost in Translation (Musikvideo)
- 2012: Nazar – Sandsturm (Musikvideo)
- 2012: Nazar – Narkose (Musikvideo)
- 2012: Nazar – Simsalabim (Musikvideo)
- 2012: Kollegah & Farid Bang – Drive-By (Musikvideo)
- 2013: Kollegah & Farid Bang – Du kennst den Westen (Musikvideo)
- 2013: Kollegah & Farid Bang – Stiernackenkommando (Musikvideo)
- 2013: Kollegah & Farid Bang – Dissen aus Prinzip (Musikvideo)
- 2013: Fler – Pheromone (Musikvideo)
- 2013: Sido feat. Genetikk & Marsimoto – Maskerade (Musikvideo)
- 2013: Nazar – An manchen Tagen (Musikvideo)
- 2014: Farid Bang – Lutsch (Musikvideo)
- 2014: Nazar – INTRO (Camouflage) (Musikvideo)
- 2014: Nazar – Rapbeef (Musikvideo)
- 2014: Nazar – Borderliner (Musikvideo)
- 2014: Nazar feat. Falco – Zwischen Zeit & Raum (Musikvideo)
- 2016: Nazar – La Haine Kidz (Musikvideo)
- 2016: Nazar – Hood Life Crew (Musikvideo)
- 2016: Nazar – Kalash (Musikvideo)
- 2016: Nazar feat. M.A.M – Quadrat & Kreis (Musikvideo)
- 2016: Nazar – Generation Darth Vader (Musikvideo)
- 2016: Nazar – Signal (Musikvideo)
- 2016: Nazar feat. Kurdo – Zackig die Patte (Musikvideo)
- 2017: Nazar – Hölle (Musikvideo)
- 2018: Nazar – Intro 1984 (Musikvideo)
- 2018: Nazar feat. Remoe – Richard Lugner (Musikvideo)
- 2018: Nazar feat. M.A.M – Du & Ich (Musikvideo)
- 2020: Nazar feat. DLA – V10 (Musikvideo)
- 2020: Nazar feat. Kianush – Champagner (Musikvideo)
- 2020: Nazar – NoGo (Musikvideo)

## Statistik

### Chartauswertung
|                     | DE    | AT    | CH    |
| ------------------- | ----- | ----- | ----- |
| Nummer-eins-Alben   | DE—DE | AT2AT | CH—CH |
| Top-10-Alben        | DE4DE | AT7AT | CH1CH |
| Alben in den Charts | DE6DE | AT8AT | CH5CH |

|                       | DE    | AT    | CH    |
| --------------------- | ----- | ----- | ----- |
| Nummer-eins-Singles   | DE—DE | AT—AT | CH—CH |
| Top-10-Singles        | DE—DE | AT—AT | CH—CH |
| Singles in den Charts | DE1DE | AT4AT | CH—CH |

### Auszeichnungen für Musikverkäufe
Anmerkung: Auszeichnungen in Ländern aus den Charttabellen bzw. Chartboxen sind in ebendiesen zu finden.
| Land/RegionAuszeichnungen für Musikverkäufe (Land/Region, Auszeichnungen, Verkäufe, Quellen) | Gold     | Platin | Verkäufe | Quellen |
| -------------------------------------------------------------------------------------------- | -------- | ------ | -------- | ------- |
| Österreich (IFPI)                                                                            | 2× Gold2 | —      | 15.000   | ifpi.at |
| Insgesamt                                                                                    | 2× Gold2 | —      |          |         |